# Wołodymyr Neczajew
Wołodymyr Wiktorowycz Neczajew, ukr. Володимир Вікторович Нечаєв, ros. Владимир Викторович Нечаев, Władimir Wiktorowicz Nieczajew (ur. 4 sierpnia 1950 w Zatoce, w obwodzie odeskim, zm. 3 maja 2021) – ukraiński piłkarz, grający na pozycji obrońcy, a wcześniej pomocnika, trener piłkarski.

## Kariera piłkarska

### Kariera klubowa
Mając 12 lat zapisał się do Szkoły Piłkarskiej SKA Odessa. Pierwszy trener Heorhij Krywenko. Potem 3 lata uczył się w Internacie Sportowym w Kijowie. W 1967 rozpoczął karierę piłkarską w drużynie rezerwowej Czornomorca Odessa, a w 1968 debiutował w pierwszej drużynie Czornomorca. W odeskim klubie występował przez 10 lat, był kapitanem zespołu. W 1977 został „zmobilizowany” do służby w wojsku w klubie CSKA Moskwa, ale nie zagrał żadnego meczu i został po pół roku oddelegowany do SKA Odessa. Następne dwa lata ponownie bronił barw Czornomorca. Latem 1979 przeszedł do Paxtakoru Taszkent. W 1983 zakończył karierę piłkarską w Kołosie Nikopol.

## Kariera trenerska
Po zakończeniu kariery zawodniczej od sierpnia 1983 pomagał trenować Czornomoreć Odessa. Wcześniej ukończył studia w Instytucie Pedagogicznym w Odessie. W rundzie jesiennej 1995 trenował Kołos Nikopol, po czym został trenerem selekcjonerem Czornomorca Odessa. W czerwcu 1989 objął stanowisko głównego trenera Kołosa Nikopol, w którym pracował do końca 1993 roku. W sezonie 1994/95 najpierw pomagał trenować Chimik Siewierodonieck, a potem pracował jako dyrektor SK Odessa. Następnie samodzielnie prowadził Chimik Żytomierz i Transmasz Mohylew. Po pracy w charakterze trenera selekcjonera w rosyjskim Urałanie Elista ponownie prowadził Ełektrometałurh-NZF Nikopol. Potem trenował kluby Ołkom Melitopol, Obrij Nikopol i Enerhija Jużnoukraińsk. Obecnie pracuje w DJuSSz-5 w Odessie.

## Sukcesy i odznaczenia

### Sukcesy klubowe
- brązowy medalista Mistrzostw ZSRR: 1974
- mistrz Pierwszej Ligi ZSRR: 1973
- brązowy medalista Pierwszej Ligi ZSRR: 1971, 1972, 1982
- mistrz Spartakiady Narodów ZSRR: 1967 (z reprezentacją Ukraińskiej SRR)

### Odznaczenia
- tytuł Mistrza Sportu ZSRR: 1974